# Das Mädchen aus dem Totenmoor
Das Mädchen aus dem Totenmoor ist ein deutscher Kriminalfilm aus dem Jahr 2016.

## Handlung
Polizeikommissar Lorenz Keller steht wenige Tage vor der Pensionierung. Als im Moor die sterblichen Überreste einer Frau ausgegraben werden, sieht er seine Chance gekommen, einen ungelösten Fall doch noch zum Abschluss zu bringen. Vor 15 Jahren verschwand die damals 18-jährige Friederike „Fee“ Lohse nach einer Schulfeier spurlos. Alle Ermittlungen verliefen damals erfolglos, was Keller nie verwunden hat. Im Zentrum der neuen Ermittlungen steht auch Hannes Gerhards. Dieser scheint in der Schulzeit einer der wenigen Freunde der Einzelgängerin Fee gewesen zu sein und zudem gehört ihm der Teil des Moors, in dem die Leiche gefunden wird. Doch ohne weitere Indizien und neue Zeugen führt diese Spur – wie viele andere Hinweise auch – zu keinem Ergebnis. Lediglich Kellers Tochter Jutta scheint mehr über Fee zu wissen. Mit moderner Bildbearbeitung verändert sie alte Schulfotos und übergibt diese Gerhards’ neuer Freundin Helen Dahms. Als Dahms, die in der Praxis von Fees Vater arbeitet, eine alte Ultraschallaufnahme von Fees ungeborenem Kind entdeckt, stellt sie Jutta zur Rede. Helen ist es auch, die bei Jutta Fees Tagebuch findet. Wie auch vor 15 Jahren erträgt es die eifersüchtige Jutta nicht, dass sich ihre Jugendliebe Hannes erneut nicht für sie entschieden hat. Sie betäubt Helen mit Lösungsmittel, bringt sie ins Moor und ertränkt sie dort wie 15 Jahre zuvor Fee. Als Lorenz Keller später aus dem Moor nach Hause kommt, findet er im Anhänger von Juttas Fahrrad das Lösemittel. Jutta stellt sich und macht bei Kellers Kollegen Krantz eine Aussage. Keller ist erschüttert, dass auch seine Frau über Juttas Schuld am Tod Fees wusste. Denn Klara Keller hat ihre Tochter in der Nacht von Fees Verschwinden erst früh am Morgen mit Schuhen und Kleidung voller Moor nach Hause kommen sehen, ihr aber dann ein falsches Alibi gegeben. Von Fees Leiche fehlt weiterhin jede Spur, die Überreste im Moor werden in der Gerichtsmedizin auf die Zeit um 400 bis 600 v. Chr. datiert.

## Veröffentlichung
Das Mädchen aus dem Totenmoor wurde am 6. Januar 2016 zum ersten Mal im deutschen Fernsehen ausgestrahlt.

## Hintergrund
Die Idee zu Das Mädchen aus dem Totenmoor stammt von Irene Rodrian und Mira Thiel. Die Dreharbeiten fanden zwischen dem 9. April und dem 7. Mai 2015 in der Umgebung von Hamburg statt.